# Abraxas candida
Abraxas candida là một loài bướm đêm trong họ Geometridae.